# Agence d'administration régionale du sud-ouest de la Finlande
L'agence d'administration régionale du sud-ouest de la Finlande est l'une des six agences administratives régionales de la Finlande.

## Zone géographique
La responsabilité de l'agence s'étend sur 2 régions, 9 sous-régions et 77  municipalités.
Le bureau régional est situé à Turku. 

### Régions
- Finlande du Sud-Ouest
- Satakunta

### Municipalités
- Pori
- Eura
- Euraåminne
- Harjavalta
- Honkajoki
- Jämijärvi
- Kankaanpää
- Karvia
- Köyliö
- Kokemäki
- Luvia
- Nakkila
- Pomarkku
- Raumo
- Sastmola
- Siikainen
- Säkylä
- Ulvila
- Huittinen